# 香港華人銀行

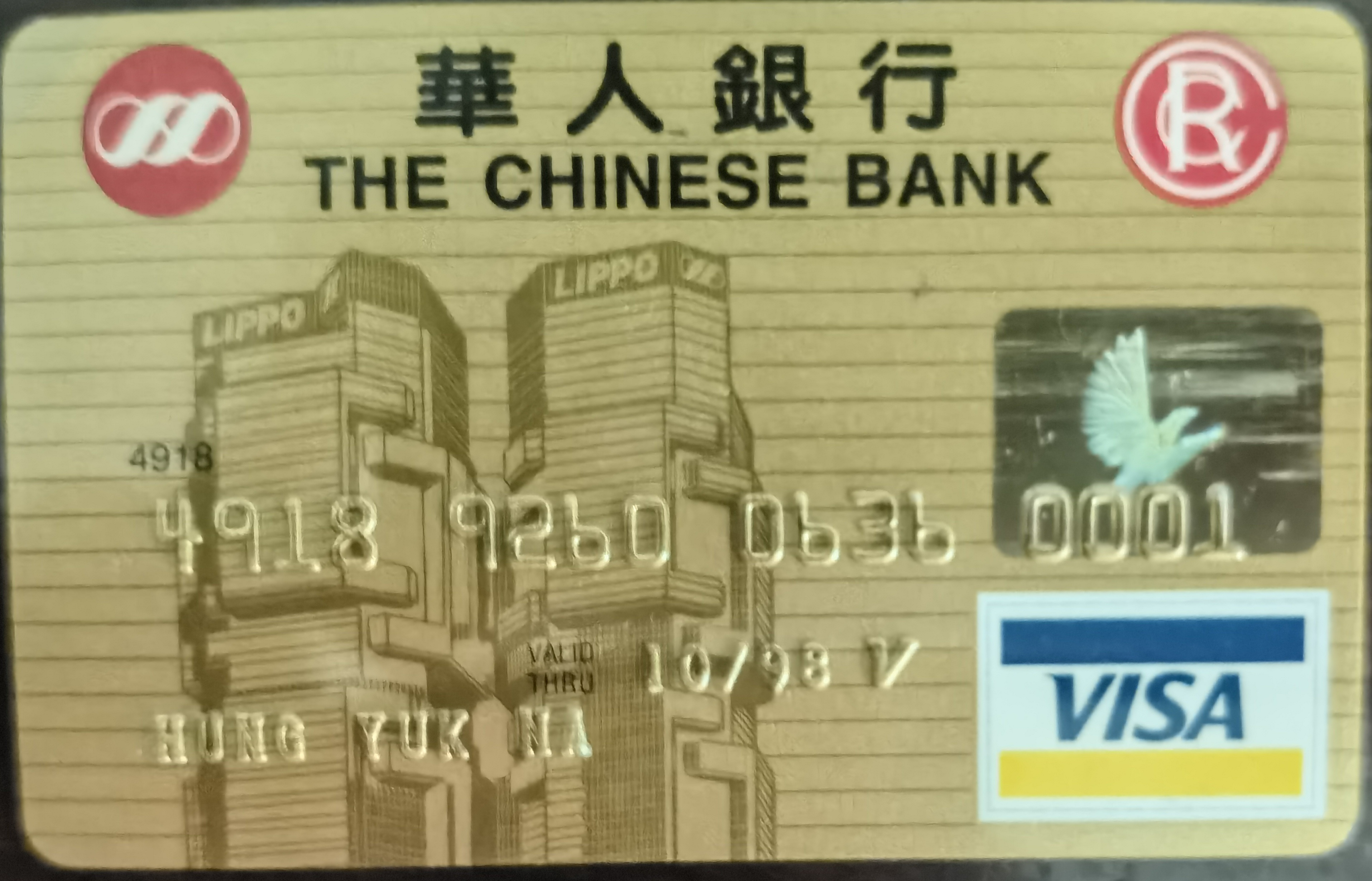
力宝～华润入主时期发行的华人银行VISA信用卡

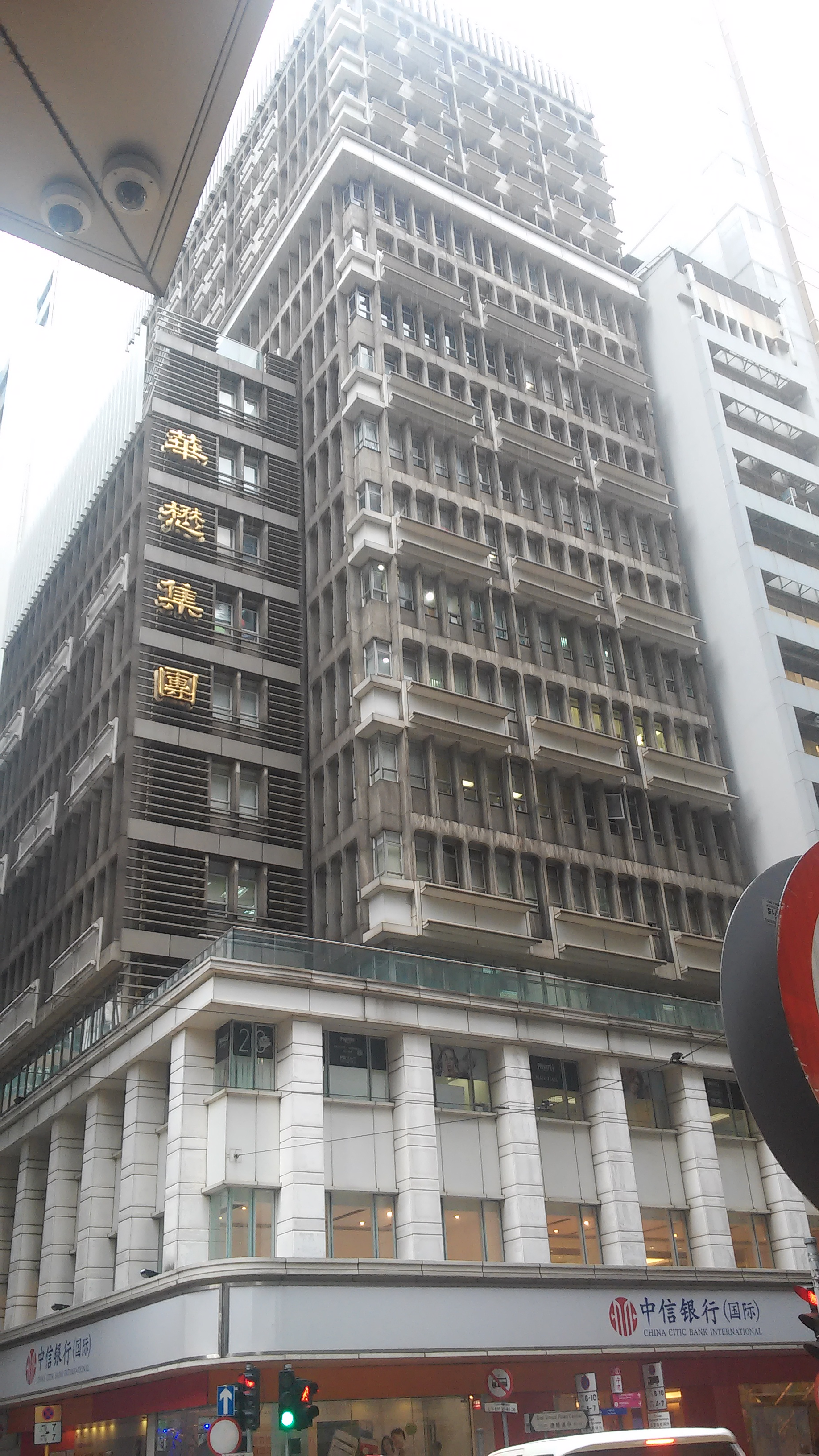
華人銀行大廈——香港华人银行在未被力宝收购前的总部

香港華人銀行是香港一家已結業的銀行。現在它已被中信嘉華銀行收購，並併入中信嘉華銀行。它當時是由香港華人銀行集團有限公司（港交所：655，香港華人有限公司前身）全資擁有，華銀集團則由力寶華潤和華潤創業組成的合資公司Lippo CRE（Financial Services）Limited擁有。它是香港其中一間最早同時接受香港郵政電子證書的銀行。

## 歷史
- 1955年：香港華人銀行在香港成立，創辦人是周錫年。
- 1982年：刚在港交所上市的海外信託銀行，从周錫年家族手中收购香港華人銀行。
- 1984年：來自印尼的力寶集團與Stephens合作收購當時為海外信託銀行旗下的香港華人銀行。后于1987年，由力寶集團全资拥有。
- 1997年：華潤入股香港華人銀行集團有限公司的母公司Lippo CRE（Financial Services）Limited50%的股權。[3]
- 2002年1月：中信嘉華銀行斥資42億港元收購香港華人銀行。[4][5]
- 2002年11月：中信嘉華銀行與香港華人銀行合併，中信嘉華銀行把大部份的資產及負債轉移至香港華人銀行，中信嘉華銀行改為控股公司，改稱中信國際金融控股有限公司，香港華人銀行則改稱中信嘉華銀行有限公司，直至現時為中信銀行國際有限公司。[6]

## 其他
- 中信嘉華銀行
- 澳門華人銀行